# Décès en 1346
Décès
- 1342
- 1343
- 1344
- 1345
- 1346
- 1347
- 1348
- 1349
- 1350

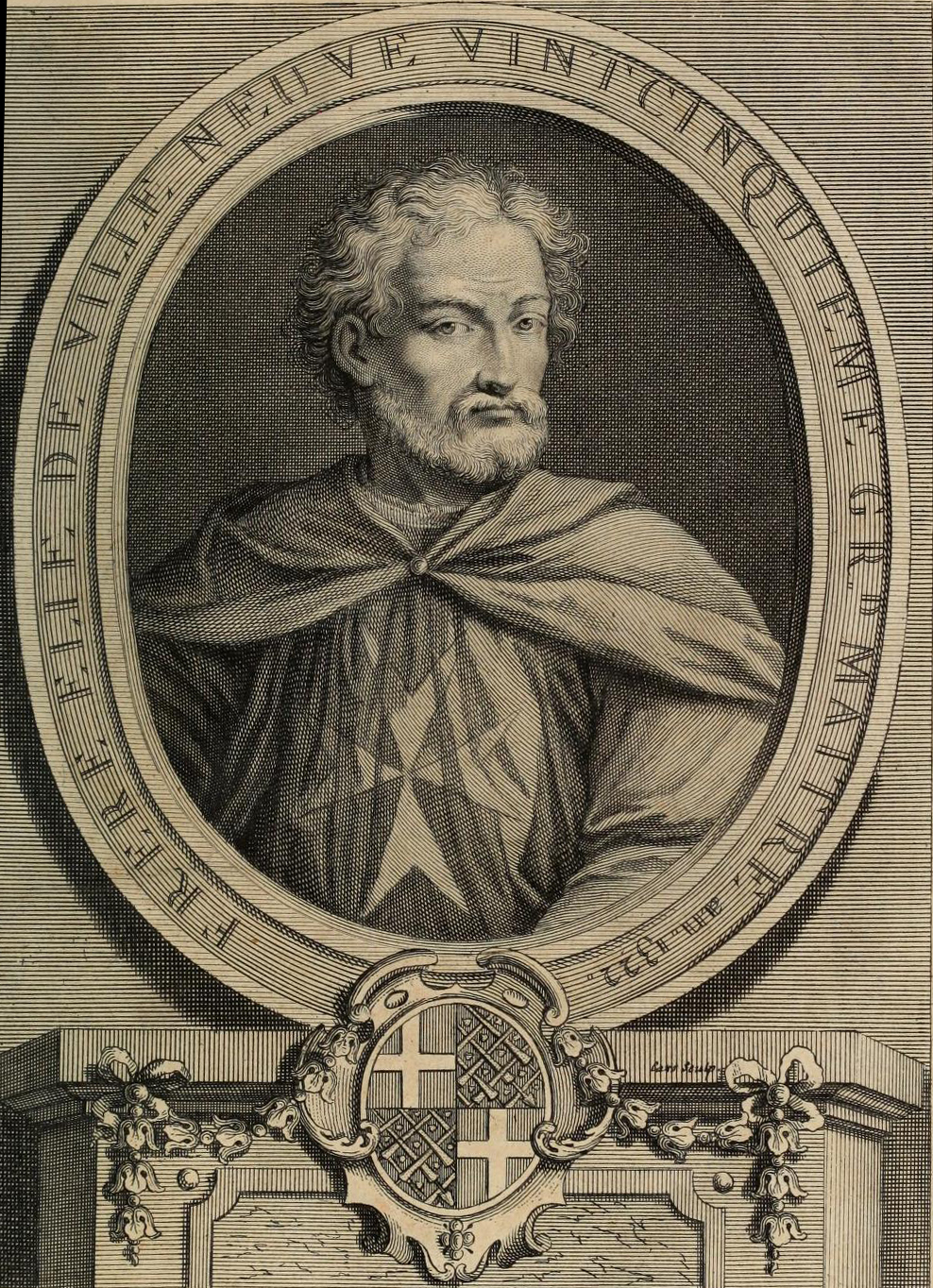
Hélion de Villeneuve, mort en 1346.

Cette page dresse une liste de personnalités mortes au cours de l'année 1346 :
- 10 août : Philippe de Bourgogne, comte d'Auvergne et de Boulogne.
- 22 août : Jeanne Ire de Dreux.
- 26 août : Lors de la bataille de Crécy, à Crécy-en-Ponthieu, dans la Somme :
  - Charles II d'Alençon, comte d'Alençon, comte du Perche.
  - Jean IV d'Harcourt, comte d'Harcourt, vicomte de Chatellerault.
  - Louis Ier de Blois-Châtillon, comte de Blois, comte de Dunois, Seigneur de Soissons et de Beaumont.
  - Enguerrand VI de Coucy, sire de Coucy, de Marle, de la Fère, d'Oisy, d'Havrincourt.
  - Louis Ier de Flandre né Louis de Dampierre, dit Louis de Nevers, comte de Flandre, de Nevers et de Rethel (Louis II) et seigneur de Malines.
  - Raoul de Lorraine, dit le Vaillant, duc de Lorraine.
  - Jean de Luxembourg, dit l'Aveugle, roi de Bohême, servant dans l'armée française.
  - Louis II de Sancerre, comte de Sancerre, seigneur de Meillant, de Charenton.
  - Henri IV de Vaudémont, comte de Vaudémont.
- 20 septembre : Catherine de Valois-Courtenay, impératrice titulaire de Constantinople.
- 5 octobre : Raymond-Guilhem de Fargues, cardinal-diacre de Sainte-Marie-la-Nouvelle.
- 17 octobre : John Randolph, seigneur d'Annandale, 3e comte de Moray et Gardien de l'Écosse.
- 14 novembre: Ostasio I da Polenta, homme politique italien.
- 27 novembre : Grégoire le Sinaïte, religieux et théologien byzantin,  saint de l'Église orthodoxe.
- 19 décembre : Arnould de Wesemael, 19e abbé de Parc.

- Abu Yahya Abu Bakr al-Mutawakkil, sultan hafside de Tunis.
- Nippean Bat, souverain de l'Empire khmer.
- Jeanne Ire de Dreux, comtesse de Dreux.
- Georges V de Géorgie, roi bagratide de Géorgie.
- Geoffroy de Pont-Blanc, chevalier qui s'illustre pendant la guerre de Succession de Bretagne.
- Hélion de Villeneuve, 26e grand maître de l'ordre de Saint-Jean de Jérusalem.
- Al-Kâmil Sayf ad-Dîn Shaban, sultan mamelouk bahrite d’Égypte.
- Mạc Đĩnh Chi, mandarin confucéen de haut rang de l'époque de la dynastie Tran au Đại Việt (ancien nom du Viêt Nam à l'époque).
- Qazan, khan djaghataïde qui règne sur la Transoxiane, partie du khanat de Djaghataï.
- Maestro Simone, peintre italien de la période gothique de l'école napolitaine.

date incertaine
- entre le 6 mars et le 15 mai : Henri de Jawor, prince polonais membre de la lignée des Piast de Silésie qui règne sur le duché de Jawor.
- vers 1346 : Zhou Daguan, diplomate chinois.

## Crédit d'auteurs
- Cet article est partiellement ou en totalité issu de l'article intitulé « 1346 » (voir la liste des auteurs).